# Barcice (Petite-Pologne)
Barcice (prononciation : [barˈt͡ɕit͡sɛ]), jusqu'en 2011 connue sous le nom de Barcice Górne (prononciation : [barˈt͡ɕit͡sɛ ˈɡurnɛ]), est une localité polonaise de la gmina de Stary Sącz, située dans le powiat de Nowy Sącz en voïvodie de Petite-Pologne.